# Henrik I., kastiljski kralj
Henrik I. (šp. Enrique I de Castilla; Valladolid, 14. travnja 1204. ‒ Palencia, 6. lipnja 1217.) bio je kralj Kastilje u periodu između 1214. i 1217. godine. Bio je najmlađe dijete Alfonsa VIII. i Eleonore Engleske te brat Berengarije i Blanke. 1211. Henrik je postao krunski princ. 
U trenutku Alfonsove smrti Henrik je imao tek 10 godina, pa je regent postala Berengarija. 
Henrik je 1215. u Burgosu oženio Mafaldu Portugalsku. Brak nikad nije konzumiran, a iduće je godine poništen. Henrik se te godine zaručio za svoju sestričnu Sanču.
Mladi je Henrik umro s 13 godina 6. lipnja 1217. Ubio ga je crijep što je pao s krova. Naslijedila ga je Berengarija.